# Sex Traffic
Sex Traffic est un thriller télévisé anglo-canadien en deux parties, écrit par Abi Morgan et réalisé par David Yates, diffusé pour la première fois sur Channel 4 le 14 octobre 2004. La série, produite par Veronica Castillo et Derek Wax, met en vedette John Simm dans le rôle de Daniel Appleton, un journaliste qui découvre un réseau de traite des êtres humains impliquant des agents anti-traite employés par une société de sécurité privée aux États-Unis. Alors que Daniel jure d'aider Elena (Anamaria Marinca), l'une des filles victimes de la traite, il tente de dénoncer le commerce qui oblige les jeunes femmes d'Europe de l'Est à une vie d'esclavage sexuel.
La série a été tournée entre Londres, Bucarest et la Nouvelle-Écosse. La série a également été diffusée sur CBC au Canada en octobre 2004. Sex Traffic était le premier rôle télévisé crédité de l'actrice Anamaria Marinca, qui a alors remporté le prix BAFTA de la meilleure actrice. Dans l'ensemble, la série a remporté un total de huit BAFTA, dont celui de la meilleure série dramatique, et quatre Gemini Awards. La série est sortie sur DVD le 4 septembre 2006.

## Synopsis
L'expulsion du sergent Callum Tate (Luke Kirby), un agent anti-traite travaillant en Bosnie, suscite l'inquiétude de la société de sécurité privée multinationale Kernwell, dirigée par Tom Harlsburgh (Chris Potter). Après avoir été surpris en train d'essayer de se procurer une prostituée pour 2 000 dollars, les actions de Tate ont menacé de jeter le discrédit sur l'ensemble de l'entreprise, tout comme les administrateurs sont sur le point de signer un contrat de 8 millions de dollars pour assurer la sécurité privée en Irak. Tate nie les allégations, affirmant qu'il tentait de libérer Anya Petria (Alexandra Fasola), une étudiante victime de la traite depuis la Roumanie et forcée de se prostituer. Tate affirme qu'un certain nombre d'officiers de Kernwell, dont le major James Brooke (Robert Joy), sont impliqués dans un réseau de traite impliquant l'asservissement de jeunes femmes cherchant refuge dans leur propre pays dans l'espoir de trouver une vie meilleure en Occident. Kernwell ordonne un black-out de la presse, empêchant la suspension de Tate ou l'une des allégations faites parvenant à la presse.
Pendant ce temps, Daniel Appleton (John Simm), un journaliste travaillant pour l'association caritative basée à Londres Speak For Freedom, se rend en Bosnie pour rendre compte des activités de Kernwell, et pendant qu'il y est, il est témoin d'un certain nombre d'agents anti-traite ayant des relations sexuelles avec des prostituées dans un bar local. Mais avant qu'il ne puisse rapporter ses découvertes, le bar est perquisitionné et des informations se répandent suggérant qu'il a été surpris en train d'avoir des relations sexuelles avec une prostituée, Elena Visinescu (Anamaria Marinca), au moment du raid. Appleton réfute les allégations, mais il est ordonné de cesser l'enquête sur Kernwell par son patron, Joan Stewart (Alison Peebles). Appleton décide de continuer à enquêter en privé sur Kernwell et découvre que peu de temps après avoir quitté la Bosnie pour se diriger vers l'Europe, le corps d'Anya a été retrouvé échoué sur les rives d'une plage italienne. Après s'être séparée de sa sœur, Elena se dirige vers Londres pour retrouver Appleton. Avec l'aide d'Elena, Appleton entreprend d'exposer les agents corrompus travaillant pour l'unité anti-traite.

## Accueil
Sex Traffic a été acclamé par la critique dans tous les domaines par Screenonline du British Film Institute : « Comme dans son travail télévisé précédent, y compris son adaptation de The Way We Live Now d'Anthony Trollope, qui établissait des parallèles entre son héros entrepreneur victorien impitoyable et les magnats des médias modernes, et le beau thriller complotiste, State of Play, le réalisateur David Yates donne un récit passionnant et compliqué une forte dimension sociale et politique. La brutalité de la vie de bordel est juxtaposée de manière révélatrice à l'éthique des affaires de Boston, qui prodigue sa charité tout en fermant sciemment les yeux sur la corruption. Sex Traffic est impeccablement photographié, édité et noté. »
The Daily Telegraph a écrit : « Sex Traffic est brutalement honnête dans son traitement d'un sujet pénible, mais c'est cette honnêteté même qui en fait un drame si vital. Il va en effet au cœur du public et ses images sombres restent avec vous pendant très longtemps. Visualisation difficile, oui, mais indispensable ». Empire a commenté que Sex Traffic était un "travail courageux et choquant", tandis que The Guardian l'a qualifié de "thriller captivant". John Simm a commenté: « Regarder Sex Traffic n'est pas une expérience horrible, car cela fonctionne bien comme un thriller, donc c'est excitant et vous visez toujours les bons - mais vous ne pouvez pas échapper au fait que c'est un sujet déprimant ».